# Amadeo García de Salazar
Amadeo García de Salazar Luco, también conocido como Amadeo García Salazar o Amadeo García Luco (Vitoria, 31 de marzo de 1886 - 18 de julio de 1947), fue un médico que tuvo un papel destacado como dirigente y entrenador de fútbol.
Amadeo García de Salazar era médico dermatólogo y se dedicó a lo largo de su vida a ejercer profesionalmente como tal en la consulta que tenía en la ciudad de Vitoria. Fue un médico de prestigio en su ciudad y llegó a ocupar el cargo de presidente del colegio de médicos oficial de Álava.
Sin embargo llegó a obtener incluso más notoriedad por su vinculación al fútbol, deporte al que era un gran aficionado. Fue el principal impulsor de la fundación en 1921 del Deportivo Alavés, club que se convertiría en el equipo representativo de la ciudad de Vitoria. Aunque nunca llegó a ocupar el cargo de presidente del club, fue su primer secretario y fue considerado el auténtico alma del Alavés en sus dos primeras décadas de historia. Fue por primera vez entrenador del equipo en la temporada 1926-27.
Desde la secretaría del Alavés logró confeccionar a finales de los años 20 un gran equipo fichando a jugadores como Tiburcio Beristáin, Ciriaco Errasti o Jacinto Quincoces, que valieron al Alavés el apelativo de El Glorioso. Esta gran plantilla logró el ascenso a Primera división en 1930 y se mantuvo 3 temporadas consecutivas entre los grandes. 
Después, entre 1932 y 1939, fue el entrenador del equipo. Llegó a entrenar al Alavés en la Primera división española en la temporada 1932-33.
Su buen ojo para descubrir jugadores, le valió en 1934 ser nombrado Seleccionador Nacional de España, siendo el que clasificó a la Selección de fútbol de España para disputar el Mundial de Italia 1934. En dicho Mundial, la selección española logró hacer un digno papel eliminando a Brasil y posteriormente cayendo con polémica ante la anfitriona y posterior campeona del mundo, Italia, en cuartos. García de Salazar siguió en este cargo hasta el estallido de la guerra civil española en 1936. Entrenó a España en 12 partidos obteniendo 6 victorias, 2 empates y 4 derrotas. 
También fue el seleccionador del combinado de Vasconia que disputó amistosos contra Cataluña en 1930 y 1931, considerado precursor de la Selección de fútbol de Euskal Herria.
Otra faceta destacable de su vida fue su militancia política. En 1931 fue uno de los fundadores del comité provincial de Álava del partido nacionalista vasco ANV, fundado el año anterior.  (enlace roto disponible en Internet Archive; véase el historial, la primera versión y la última).
En Vitoria se llama Plaza Amadeo García Salazar la plaza junto a la que se encuentran el Estadio de Mendizorroza del Alavés y el Frontón Ogueta.